# 相位调制

調製波（藍）調製載波（紅）生成PM信號（綠）。 g(t) = π/2×sin[ 2×2π t + π/2×sin(3×2π t) ]

調相（英語：Phase Modulation，縮寫：PM），又稱相位調變，是一種以载波的瞬时相位變化來表示信息的調變方式。
相位调制广泛用于发射无线电波，并且是大量技术（如Wifi、GSM和卫星电视）背后的许多数字传输编码方案的一部分。
在数字合成器中，PM用来产生信号和波形，例如在Yamaha DX7中实现了调频合成。相关的一种声音合成叫做相位失真用于卡西欧CZ合成器。

## 性質
1. 相位調變的傳送功率具有恆定性
  - 對於任何時間{\displaystyle t}，以及任何敏感性因數{\displaystyle k}，相位調變的振幅都會等於載波振幅。所以，由此可知，在相位調變中，若假設負載電阻是1歐姆，那麼平均傳送功率是一個常數:

{\displaystyle P_{av}={\frac {1}{2}}*{A_{c}}^{2}}
2. 相位調變過程的非線性性質
  - 相位調變的波並不滿足疊加性原理。假設一資訊訊號{\displaystyle m(t)}可以表示為:

{\displaystyle m(t)=m_{1}(t)+m_{2}(t)}
另外，再假設{\displaystyle m(t)}、{\displaystyle m1(t)}以及{\displaystyle m2(t)}產生的PM波分別是{\displaystyle s(t)}、{\displaystyle s1(t)}、{\displaystyle s2(t)}，那麼我們便可以將以上的PM波如此表示:
{\displaystyle s(t)=A_{c}cos[2{\pi }f_{c}t+k_{p}(m_{1}(t)+m_{2}(t))]}
{\displaystyle s_{1}(t)=A_{c}cos[2{\pi }f_{c}t+k_{p}m_{1}(t)]}
{\displaystyle s_{2}(t)=A_{c}cos[2{\pi }f_{c}t+k_{p}m_{2}(t)]}
那麼，我們可以發現，由於
{\displaystyle s(t){\neq }s_{1}(t)+s_{2}(t)}
所以相位調變的波不滿足疊加原理。
相位調變的非線性性質讓PM波的頻譜分析與雜訊分析變得更加複雜，正因為此，相位調變可以很好地對抗雜訊。
3. 零相交的不規律性
零相交(zero-crossing)是指，在時間軸上，波的振幅由正變成負或由負變成正的瞬間。而一個PM波的零相交，並沒有規律性存在。事實上，相位調變波這樣的零相交不規律性，是因為調變過程的非線性性質所致。
4. 資訊波形難以形象化
對於調幅，只要調變百分比小於百分之百，便可以將調變波的波封視為資訊波。但是，在相位調變中並無法如此行。事實上，在相角調變波裡難以形象化資訊波形，是因為相位調變波的非線性性質所致。
5. 可以透過增加傳輸頻寬，來交換雜訊性能表現
和調幅相比，相位調變一個非常好的優點是，它可以改善雜訊性能。之所以會有這樣的優點是因為，對於相加性雜訊，如果是調變一個弦載波的相角，那麼便會比調變一個弦載波的振幅，傳送資訊訊號時較不敏感。但是，這樣雜訊性能的改善，是透過犧牲相位調變所需的一個傳輸頻寬來達成的。亦即，相位調變可以利用增加傳輸頻寬來換得雜訊性能改善的效果，相較之下，在調幅中，沒有這樣的交換可能。

## 理论
PM将复包络的相角改变得与消息信号成正比。
假定要发送的信号（称为调制信号或消息信号）是 {\displaystyle m(t)}，信号调制的载波为
{\displaystyle c(t)=A_{c}\sin \left(\omega _{\mathrm {c} }t+\phi _{\mathrm {c} }\right).}
注释：
载波(时间) = (载波振幅)*sin(载波频率*时间 + 相移)
这使得已调信号为
{\displaystyle y(t)=A_{c}\sin \left(\omega _{\mathrm {c} }t+m(t)+\phi _{\mathrm {c} }\right).}
这说明了 {\displaystyle m(t)} 如何调制相位 - 在某一时间点的 m(t) 越大，该点调制信号的频移越大。它也可以看成是改变了载波信号的频率，于是当频率调制表示为相位调制对时间求导时，相位调制就可以认为是频率调制的一种特殊情形。
调制信号在这里可以是
{\displaystyle m(t)=\cos \left(\omega _{\mathrm {c} }t+k\omega _{\mathrm {m} }(t)\right)\ }
频谱特性的数学运算表明有两个区域尤其值得关注：
- 对于振幅小的信号，PM与振幅調變（AM）类似，并且很遗憾基带带宽会加倍和效率也不高。
- 对于单一正弦大信号，PM与FM类似，它的带宽约为

{\displaystyle 2\left(h+1\right)f_{\mathrm {M} }},
其中 {\displaystyle f_{\mathrm {M} }=\omega _{\mathrm {m} }/2\pi } 而 {\displaystyle h} 是后文会定义的调制指数。这也被称为PM的卡森带宽法则。

## 调制指数
同其他调制指数一样，这个量表示调制变量在未调制水平附近变化的范围。它涉及到载波信号的相位变化：
{\displaystyle h\,=\Delta \theta \,},
其中 {\displaystyle \Delta \theta } 是峰值相位偏差。与频率调制中的调制指数形成对比。